# Al Ruban
Al Ruban est un producteur, directeur de la photographie et monteur.
Al Ruban entre dans le cinéma avec John Cassavetes. Le cinéaste le recrute comme cadreur sur Shadows en 1958. Il participe aussi à l'aventure de Faces dont il assurera le montage pendant deux ans. Al Ruban viendra ensuite à plusieurs reprises donner un coup de main à son ami, alternant ou cumulant au besoin différents métiers du cinéma.

## En tant que producteur
- 1964 : The Beautiful, the Bloody, and the Bare
- 1968 : Faces
- 1970 : Husbands
- 1971 : Minnie and Moskowitz
- 1976 : Meurtre d'un bookmaker chinois (The Killing of a Chinese Bookie)
- 1977 : Opening Night
- 1987 : Happy New Year
- 1990 : Texasville

## En tant que directeur de la photographie
- 1968 : Faces
- 1974 : Une femme sous influence (A Woman Under the Influence)
- 1976 : Meurtre d'un bookmaker chinois (The Killing of a Chinese Bookie)
- 1977 : Opening Night
- 1979 : David
- 1981 : Vértigo en Manhattan
- 1984 : Love Streams

## En tant que monteur
- 1965 : Nudes on Tiger Reef
- 1968 : Faces